# 天目窑遗址群
天目窑遗址群位于浙江省杭州市临安区於潜镇，主要分布于天目溪两岸的谷地、缓坡处。天目窑烧造青釉、黑釉和青白釉等三种釉色的瓷器，其中以黑釉最为著名，有金兔毫、银兔毫、鹧鸪斑、油滴斑、玳瑁、鸡血斑、满天星等，采用刻花、划花、印花、点彩及堆塑等工艺，有的器物上还有文字。